# Kentaro Uramoto
Kentaro Uramoto (født 13. november 1982) er en tidligere japansk fodboldspiller.
Han har spillet for flere forskellige klubber i sin karriere, herunder Oita Trinita.